# فرودگاه اتوود–راولینس سیتی–کوونتی
فرودگاه اتوود-راولینس سیتی-کوونتی (به انگلیسی: Atwood-Rawlins County City-County Airport) یک فرودگاه همگانی بهره‌برداری هوایی است که یک باند فرود آسفالت دارد و طول باند آن ۱۵۲۴ متر است. این فرودگاه در کشور ایالات متحده آمریکا قرار دارد و در ارتفاع ۹۱۲ متری از سطح دریا واقع شده‌است.